# KHTML
KHTML은 KDE 프로젝트가 개발한 HTML 레이아웃 엔진이다. 캉커러 웹 브라우저에서 사용되는 엔진이기도 하며, 애플이 개발한 사파리 웹 브라우저의 레이아웃 엔진인 웹 키트는 KHTML을 본류로 하고 있다. GNU 약소 일반 공중 사용 허가서의 조항으로 배포된 KHTML은 자유 소프트웨어이다.
KPart 프레임워크 위에서 C++ 언어로 작성된 KHTML은 상대적으로 웹 표준을 잘 준수하고 있는 편이다. 되도록 많은 페이지를 그리기 위해 인터넷 익스플로러의 특별한 일부 비표준 기능들도 지원된다.
KHTML은 모질라와 모질라 파이어폭스 브라우저의 중심이자 주된 오픈 소스 라이벌이기도 한 게코 레이아웃 엔진보다 더 빠르다. 그러나 널리 알려진 브라우저가 아니기에 수많은 웹사이트는 KHTML을 지원하는 데 실패하며, 사이트가 캉커러에서 올바르게 동작하지 않을지라도 지원할 기미는 보이지 않는다. 이를테면 Gmail은 캉커러가 그 자신을 파이어폭스로 보고할 경우에만 동작한다.

## 표준 호환
KHTML 엔진이 지원하는 표준은 다음과 같다:
- HTML 4.01
- CSS 1
- CSS 2.1 (화면, 페이지화된 매체)
- CSS 3 셀렉터 (KDE 3.5.6 기준[3])
- CSS 3 기타 (다중 배경, 박스 크기 조절, 문자 그림자)
- PNG, MNG, JPEG, GIF 그래픽 포맷
- DOM 1, 2를 완전히 지원하며 3을 부분적으로 지원
- ECMA-262/자바스크립트 1.5
- SVG 부분 지원

## 같이 보기
- 레이아웃 엔진